# Пантропія
Пантропі́я — це гіпотетичний процес колонізації космосу, який на відміну від терраформування чи створення космічних поселень з придатними для життя людей умовами, передбачає зміну фізіології людини так, щоб вона змогла існувати в уже наявному середовищі. Термін, в його теперішньому формулюванні, запропонував письменник-фантаст Джеймс Бліш, в його збірці оповідань «Засіяні зірки» побудованих на цій ідеї.
Американський фізик і популяризатор науки Мітіо Кайку в книзі «Фізика майбутнього» передбачає що людина почне змінювати свій генетичний код вже в цьому столітті. Зокрема за допомогою зміни генетичного коду можна вилікувати багато захворювань, а також призупинити процес старіння. З часом, коли зміниться мораль суспільства, можливо батьки будуть вибирати генетичні характеристики своїх дітей. А в далекому майбутньому, за словами автора, це переросте в пантропію, зокрема генетичне пристосування до іншої гравітації, циклу дня і складу повітря.

## Перспективи пантропії
Адаптація людського тіла до умов інших відомих планет потребує суттєвого втручання в морфологію та біохімію. Наприклад, щоб людина могла жити на Марсі без скафандра, їй знадобляться: пришвидшений метаболізм, активніший кровотік, товстий шар підшкірного жиру, зміцнена шкіра та отвори тіла, здатні цілком закриватися, щоб запобігти википанню рідин під впливом низького атмосферного тиску, а також анаеробне дихання. За поточного розвитку науки легше знайти планету зі схожими на земні умовами, або вдатися до кіборгізації, ніж здійснити такі зміни самої людини. Але навіть у випадку знаходження землеподібної планети, людині може знадобитися додаткова біологічна та поведінкова адаптація. Ймовірно, колонізація планет в майбутньому буде компромісом між адаптацією людського організму та використанням пристроїв. Перевага надаватиметься розвитку тих якостей, які вже є в людей. В іншому разі, як зазначав Френсіс Фукуяма, виникають складні проблеми морального характеру, бо кардинальне втручання становитиме загрозу не тільки збереженню людського виду, але й людській культурі та фундаментальним цінностям. За словами Юргена Габермаса, модифікація меншості людей завжди буде експлуататорською та несумісною з принципами (або цінностями) ліберально-демократичного суспільства. Але пантропія в цілому більш моральна щодо самого життя у Всесвіті, оскільки дозволяє зберегти екосистеми інших планет та інтегрувати в них людей; а також у перспективі зробить існування колоністів самостійнішим.
Суттєвим викликом є також необхідність підтримання мінімальної популяції особин, здатних давати потомство. Вона оцінюється від 500 до 2 тис. особин, які при тому повинні бути не цілком ідентичними за геномом, аби забезпечити подальшу природну мінливість.
Хоча первісно пантропія стосувалася гіпотетичного заселення інших планет, вона може застосовуватися і на Землі, щоб заселити необжиті середовища (наприклад, глибини світового океану). Більшість науково-фантастичних творів про адаптацію людини до постійного водного життя припускають, що процес надаватиме зябра. Але раціональніше модифікувати легені, щоб вони діяли як у тюленів або китів. У фантастиці також зустрічається пристосування людини до польоту, що могло б дати переваги на планетах з низькою гравітацією. При цьому що менша гравітація, то менше змін потрібно внести до організму.
Врешті-решт зміни можуть стати настільки великими, що модифіковані люди вважатимуться новим біологічним видом. З іншого боку, якщо різні організми живуть у однаковому середовищі, то внаслідок конвергенції вони матимуть схожу будову тіла, навіть якщо процес адаптації різнитися. Це дає підстави очікувати, що більш-менш людиноподібна будова тіла універсальна для жителів планет, схожих на Землю. Тому можливості комунікації та розуміння між ними зберігатимуться.

## Список фантастичних творів про пантропію
- 1930 — Олаф Стейплдон, роман «Останні і перші люди» (англ. Last and First Men). В романі, коли людство мігрує з Землі на Венеру, люди генетично змінюють себе, щоб пристосувати до нового середовища життя.
- 1944 — Кліффорд Дональд Сімак, оповідання «Дезертир» (англ. Desertion), згодом розвинулось в роман «Місто». В цій історії, земний колоніст, який жив під куполом на Юпітері, був пропущений через біологічний перетворювач, який робив з людей корінних мешканців Юпітера, луперів (англ. Lopers). Керівник колонії, цікавлячись чому ніхто з перетворених не повернувся назад, переворив себе з собакою. В результаті він зрозумів, що корінне населення мало значно краще розвинений мозок і відчуття, порівнюючи з людськими. Також він зміг телепатично спілкуватися з своєю собакою (чий інтелект теж розвинувся). Тоді і він вирішив не повертатися.
- 1957 — Джеймс Бліш, збірка оповідань «Засіяні зірки» (англ. The Seedling Stars). Чотири історії про пантропію. Перша розповідає про перші досліди на Землі, і втечу перших адаптантів (трансформованих) на Ганімед, а згодом і в далекий космос. Два наступні — історії з життя колоністів. Останнє — історія з майбутнього, коли Земля перестала бути придатною для життя людей, і на ній теж вирішили поселити адаптантів.
- 1959 — Кобо Абе, «Четвертий міжльодовиковий період». Дізнавшись про неминуче підняття рівня світового океану, уряд Японії таємно створює популяцію людей, здатних жити під водою.
- 1976 — Фредерик Пол, роман «Людина плюс» (англ. Man Plus), переможець Премії Небюла за найкращий роман. Це історія про перетворення людини на гібрида/кіборга, заради пристосування останнього жити на Марсі. В продовженні «Марс Плюс» (англ. Mars Plus), деякі колоністи вирішили існувати в двох середовищах.
- 1985 — Брюс Стерлінг, «Шизматриця» (англ. Schismatrix). Головний герой наприкінці роману приєднується до проєкту зі створення рибоподібних людей, здатних жити в підльодному океані Європи.
- 1989 — Ден Сіммонс, романи з циклу «Пісні Гіперіона» (англ. Hyperion Cantos). В романі «Падіння Гіперіона» (англ. The Fall of Hyperion), важливу роль грає раса «Вигнанців», нащадків людей, що пристосувалися до життя в умовах невагомості і живуть на космічних кораблях.
- 1990 — Дугал Діксон, «Людина після людини» (англ. Man after man). Описує як спершу для колонізації космосу люди створюють спеціалізованих людей-робітників. Потім створюються мавпоподібні люди, які заселяють екологічні ніші на спустошеній катаклізмами Землі.
- 2004 — відеогра Killzone та її продовження. Нащадки людей, які заселили планету Хелґан, виявляються витривалішими за жителів сусідньої, більш землеподібної планети. На підставі цього в них виникає фашистський лад з ідеєю зверхності над звичайними людьми.
- 2006 — Немо Рамджет, «Всі завтра» (англ. All tomorrows) змальовує мільярд років історії людства, спершу зміненого інопланетними загарбниками і розселеного по різних планетах; а пізніше — долю постлюдських видів, які заселяють спустошену війною галактику.
- 2009 — фільм «Пандорум». Пасажири корабля поколінь, відправленого до далекої планети, використовують препарат, який пришвидшує адаптацію. Бувши не в змозі покинути корабель, вони адаптуються до його умов, і стають світлобоязкими канібалами.